# Deon Meyer
Deon Meyer (Paarl, 4 luglio 1958) è un giornalista, scrittore e sceneggiatore sudafricano.
Giornalista, autore di thriller che in breve tempo hanno conquistato un sempre più numeroso pubblico e sono stati tradotti in tutto il mondo.

## Biografia

### Gli studi e i primi lavori
Deon Meyer nasce il 4 luglio 1958 a Paarl, in Sudafrica, tra i sobri paesaggi delle winelands occidentali, ma cresce nel centro di Klerksdorp, nella regione ricca di miniere del nord-ovest. Dopo aver aderito da giovane al servizio militare, ha frequentato gli studi presso la Potchefstroom University, ha quindi ottenuto una laurea a pieni voti in Storia alla University of the Free State (UFS) e un master in Scrittura Creativa presso la US. È diventato in seguito giornalista per il giornale Volksblad di Bloemfontein. Prima di divenire uno scrittore a tempo pieno nel 2009, ha lavorato tra l'altro come copywriter di annunci e addetto alla stampa, e si è specializzato nella Internet strategy e cimentato nella brand consultancy.

### La carriera
A quattordici anni scrive il suo primo libro che non viene mai pubblicato, merito forse della critica dei suoi due fratelli a cui l'aveva dato da leggere. Probabilmente per questo motivo la sua attività da scrittore ha risentito di un lungo intermezzo finché, intorno ai trent'anni, non ha ripreso in mano la penna e iniziato a pubblicare racconti brevi su alcune riviste. Nel 1994 arriva il suo primo romanzo in lingua afrikaas, tuttavia non tradotto perché ritenuto dalla critica inadatto a competere a livello internazionale. Meyer fruisce dell'esperienza, a dir suo, di grande apprendimento propinatagli dalla sua stesura, tanto che i suoi romanzi sono stati tradotti finora in ben 27 lingue. Numerose sono anche le sceneggiature da lui scritte, principalmente per lungometraggi basati su suoi racconti tra cui Jakhalsdans, Die Ballade van Robbie de Wee, Die Laaste Tango e anche per serie televisive quali Orion e Transito.

### Curiosità
Deon Meyer vive vicino a Città del Capo. Ama il motociclismo e, in campo musicale, è un fanatico di Wolfgang Amadeus Mozart, nonché del rock 'n roll. È un grande lettore, stima bene anche la cucina. È inoltre tifoso della nazionale di rugby degli Springboks e della squadra provinciale degli Free State Cheetahs.

## Opere
- 1994 - Wie Met Vuur Speel[1]
- 1996 - La lista del killer (Feniks)[1], inizialmente pubblicato in Italia con il titolo Doppio colpo, Edizioni Piemme, 2000[2]
- 1997 - Bottervisse in die Jêm[1]
- 2000 - Il sapore del sangue (Orion),[1] Piemme, 2002[2]
- 2003 - Codice: cacciatore (Proteus),[1] Piemme, 2006 (ISBN 9788838476693)[3]
- 2005 - Afrikaan Blues (Infanta),[1] Arnoldo Mondadori Editore, 2007 (ISBN 9788804569664)[2]
- 2007 - Safari di sangue (Onsigbaar')[1], tradotto dalla versione inglese Blood Safari,[2] Edizioni e/o, 2010 (ISBN 9788876419058)[2]
- 2008 - Tredici ore  (13 Uur)[1], tradotto dalla versione inglese Thirteen Hours,[2] Edizioni e/o, 2010[2]
- 2009 - Karoonag[1]
- 2010 - Spoor[1] (titolo inglese: Trackers)
- 2011 - 7 Dae[1] (titolo italiano: 7 giorni)
- - Cobra
- - Icarus
- 2016 - Koors (titolo inglese: Fever)